# Groesbeck (Teksas)
Groesbeck – miasto w Stanach Zjednoczonych, w stanie Teksas, w hrabstwie Limestone. W 2000 roku liczyło 4 291 mieszkańców.